# Ferdinand Ashmall
Ferdinand Ashmall (9 januari 1695 - 2 februari 1798) was een Brits eeuweling.

## Levensloop
Ashmall werd geboren in 1695 in Elwick in het district Hartlepool. In 1720 werd hij tot priester gewijd. Tussen 1720 en 1723 was hij op missie in Portugal. Hij overleed in 1798 op 103-jarige leeftijd. Op het moment van zijn overlijden was hij de oudste man ter wereld ooit, voor zover bekend.